# Googol
Googol nebo též deset sexdeciliard je číslo 10100.
Lze ho také zapsat jako: {\displaystyle \scriptscriptstyle 10\,000\,000\,000\,000\,000\,000\,000\,000\,000\,000\,000\,000\,000\,000\,000\,000\,000\,000\,000\,000\,000\,000\,000\,000\,000\,000\,000\,000\,000\,000\,000\,000\,000} neboli jako 1 následovanou sto nulami. Tento výraz vznikl v roce 1938 tak, že se matematik Edward Kasner zeptal svého devítiletého synovce Miltona Sirrotu, jak by takové číslo nazval. Číslo je nesmírně velké – natolik, že převyšuje odhad počtu elementárních částic ve známém vesmíru.

## Odvozená čísla

### Googolplex
Googolplex je číslo {\displaystyle 10^{\,\!10^{100}}} .
Lze ho také zapsat jako {\displaystyle {10}^{\rm {googol}}}, nebo
{\displaystyle 10^{\scriptscriptstyle 10\,000\,000\,000\,000\,000\,000\,000\,000\,000\,000\,000\,000\,000\,000\,000\,000\,000\,000\,000\,000\,000\,000\,000\,000\,000\,000\,000\,000\,000\,000\,000\,000\,000}},
nebo jako 1 následovaná googolem (10100 ) nul.

### Googolduplex/Googolplexian
Googolduplex/Googolplexian je číslo {\displaystyle {10}^{\rm {googolplex}}}, je to 1 následovaná googolplexem nul. Název vychází z teorie, že každé číslo {\displaystyle 10^{\rm {N}}} je N-plex.

### Googol multiplex
Googol multiplex je velké číslo, jehož definice vychází z googolplexu. Pomocí Knuthova zápisu se dá zapsat jako:
{\displaystyle {\begin{matrix}Googol\ multiplex=Googolplex\uparrow \uparrow Googolplex&=&\underbrace {Gp^{Gp^{{}^{.\,^{.\,^{.\,^{G}p}}}}}} &\\&&Googolplex{\mbox{ krát }}\end{matrix}}}
Zde má ovšem Googolplex v základu Knuthovy tetrace zanedbatelný význam, jelikož je snadno nahraditelný např. číslem 2, aniž by se magnituda celého čísla jakkoliv výrazně změnila:
{\displaystyle {\mbox{Googol multiplex}}\approx 2\uparrow \uparrow Gp}
a speciálně
{\displaystyle {\mbox{Googol multiplex}}=Gp\uparrow \uparrow Gp<2\uparrow \uparrow (Gp+5)}

## Zajímavosti
Název firmy Google je pravopisně chybný tvar slova „Googol“, který vytvořili zakladatelé společnosti Larry Page a Sergey Brin.